# Iarinlim II
Iarinlim II ou Iarim-Lim (Yarim-Lim II; r. ca. 1720 - ca. 1 700 a.C. segundo a cronologia média) foi rei de Iamade (Halabe) em sucessão de seu pai Abael I.

## Reinado
Pouco de Alepo foi escavado pelos arqueólogos e o conhecimento sobre Iamade e seus reis vem sobretudo dos tabletes encontrados em Alalaque e Mari. Pouco se sabe sobre Iarinlim II e sua existência é confirmada por uma inscrição contida num selo descoberto em Alalaque no qual alega ser filho de Abael I e "amado do deus Adade". Um de seus ministros foi Ini-Cubaba, conhecido através da inscrição em seu selo encontrado em Alalaque. Iarinlim II morreu ca. 1 700 a.C. e foi sucedido por seu filho Niquemiepu.

### Identidade
A identidade deste rei é disputada, pois Abael I teve um irmão chamado Iarinlim a quem concedeu o reino de Alalaque. O rei de Alalaque mencionou em suas inscrições que era filho de Hamurabi I e Iarinlim II mencionou em seu selo que era filho de Abael I. Apesar disso, Moshe Weinfeld sugeriu que Iarinlim II de Iamade pode ser associado ao rei de Alalaque, e o motivo dele chamar-se filho de Abael I foi devido a uma adoção feita pelo último para criar uma base legal para instalar Iarinlim como rei em Alalaque.
Esta teoria é difícil de provar devido a carência de referência textual acerca duma adoção e devido ao fato de Iarinlim (filho de Hamurabi) ter sido instalado no trono de Alalaque muito antes da assumida adoção. Além disso, não havia necessidade desse procedimento para legalizá-lo como rei.